# Fédéralisme canadien
Le fédéralisme canadien est un des trois piliers de l'ordre constitutionnel canadien, avec le gouvernement responsable et la Charte canadienne des droits et libertés. Il signifie que le Canada possède deux paliers d'autorité politique distincts : le Parlement du Canada ou parlement fédéral et les treize assemblées législatives provinciales et territoriales. Chaque palier est souverain en ce qui concerne certaines compétences législatives, alors que d'autres compétences sont partagées (ex.: agriculture et immigration). Le Royaume-Uni ne possédait pas ce modèle lors de la création de la Confédération canadienne, établissant une différence entre le Canada et la mère-patrie à cet égard.
La nature fédérale de la Constitution canadienne était une réaction à la diversité des colonies maritimes et de la Province du Canada, particulièrement la forte distinction entre les habitants francophones du Bas-Canada (Québec) et les habitants anglophones du Haut-Canada (Ontario). Le fédéralisme était considéré comme essentiel à la coexistence des collectivités francophones et anglophones. John A. Macdonald, qui devint le premier premier ministre du Canada, s'était d'abord opposé à un type de gouvernement fédéraliste.
Le partage des pouvoirs entre les gouvernements fédéral et provinciaux fut initialement tracé dans l'Acte de l'Amérique du Nord britannique de 1867 (aujourd'hui la Loi constitutionnelle de 1867) qui forme, avec les modifications des Actes de l'Amérique du Nord britannique et la Loi constitutionnelle de 1982, la Constitution du Canada.

## Historique
Les relations entre le fédéral et les provinces ont évolué avec le temps, avec une décentralisation progressive s'installant au cours des années. Durant toute l'ère Macdonald (1867 à 1873, 1878 à 1891), la confédération était telle qu'elle fut décrite par l'analyste politique Rand Dyck comme un « quasi-fédéralisme ». Ceci voulait dire que les élites politiques et judiciaires du XIXe siècle interprétaient la Constitution du Canada de façon à donner au parlement fédéral des pouvoirs étendus qui faisaient des provinces les subalternes d'Ottawa. L'usage fréquent des pouvoirs de désaveu et de réserve par le gouvernement de Macdonald renforça la prépondérance du gouvernement fédéral à l'époque.
Avec l'élection de Wilfrid Laurier arriva une nouvelle phase de la confédération que Dyck appelle le « fédéralisme classique ». Cette phase fut marquée par une relation plus égalitaire entre les gouvernements fédéral et provinciaux, le Comité judiciaire du Conseil privé tranchant plusieurs litiges en faveur de ces derniers. Le gouvernement fédéral permit aussi à ses pouvoirs de désaveu et de réserve de tomber en désuétude. Ce style de gouvernance continua à travers les premières années du règne du premier ministre William Lyon Mackenzie King (bien que des lois de l'Alberta furent désavouées dans les années 1930.)
Durant les deux guerres mondiales, Ottawa agrandit considérablement ses pouvoirs. Ceci fut fait à travers la Loi sur les mesures de guerre et justifié constitutionnellement par la disposition paix, ordre et bon gouvernement. Durant la Première Guerre mondiale, le Parlement fédéral élargit ses pouvoirs de taxation en établissant l'impôt sur le revenu. Finalement, durant la Seconde Guerre mondiale, le gouvernement fédéral convainquit les provinces de transférer la compétence sur l'assurance-emploi à Ottawa.
Le Canada émergea de la Seconde Guerre mondiale avec une plus grande association ou coopération entre les niveaux fédéral et provincial. Ceci était dû à l'avènement de l'État-providence et du système de soins de santé (le gouvernement canadien ayant légiféré dans le but de garantir une qualité comparable de service au public canadien), au fait de l'étroite relation entre plusieurs champs de compétence fédéraux et provinciaux, et au fait que ceci permettait au gouvernement fédéral de retenir le grand contrôle dont il jouissait dans la Seconde Guerre mondiale. L'économie keynésienne fut également introduite par le gouvernement fédéral grâce à ce système. Cette période fut également marquée par de nombreuses rencontres entre le premier ministre fédéral et les premiers ministres provinciaux.
Après 1960 et la révolution tranquille au Québec, le Canada se déplaça vers un degré plus élevé de décentralisation administrative, le Québec se retirant souvent de plusieurs initiatives importantes du fédéral, comme le Régime de pensions du Canada (le Québec créa son propre régime des pensions, administré par la Régie des rentes du Québec). Comme le gouvernement fédéral devenait de plus en plus idéologiquement centralisateur sous la direction du premier ministre Pierre Elliott Trudeau, le Canada entra dans une phase de « fédéralisme conflictuel » qui dura de 1970 à 1984. Le Programme énergétique national créa un degré élevé d'amertume contre le gouvernement fédéral en Alberta ; le gouvernement fédéral était également engagé dans des disputes sur le pétrole avec Terre-Neuve et la Saskatchewan. (Ces disputes se terminèrent avec l'ajout de l'article 92A à la Loi constitutionnelle de 1867, par la Loi constitutionnelle de 1982 ; ce nouvel article accordait aux provinces un pouvoir élargi sur les ressources naturelles).

## Caractéristiques

### Partage des compétences législatives
La répartition des compétences législatives (qu'on appelle aussi partage des pouvoirs) entre le fédéral et le provincial délimite l'étendue du pouvoir du Parlement du Canada et les pouvoirs de chaque législature provinciale. Ces compétences sont énumérées aux articles 91, 92, 92A, 93, 94, 94A et 95 de la Loi constitutionnelle de 1867. La répartition est souvent ambiguë, menant à des litiges qui ont été résolus par le Comité judiciaire du Conseil privé et, après 1949, par la Cour suprême du Canada.
Contrairement à la Constitution des États-Unis d'Amérique, elle  qui accorde les pouvoirs résiduaires aux États, celle-ci crée une compétence fédérale extrêmement large, basée sur le pouvoir de faire des lois pour la paix, l'ordre et le bon gouvernement dans toute matière ne tombant pas dans les catégories de sujets réservées aux provinces (article 91). D'un autre côté, la constitution canadienne crée une très large compétence provinciale sur la propriété et les droits civils (article 92(13)). Plusieurs litiges entre les deux paliers de gouvernement tournent autour des interprétations contradictoires de ces pouvoirs.
Un survol rapide de ces pouvoirs démontre que tandis que le droit criminel et la procédure en matière criminelle (article 91(27)) est un champ de compétence exclusivement fédéral, l'administration de la justice, y compris en matière criminelle (article 92(14)) et pénale (92(15)) concernant toutes les lois provinciales, est de compétence provinciale exclusive. Donc, le Canada a un seul code criminel mais aussi plusieurs lois provinciales qui peuvent conduire à l'incarcération ou une pénalité. Les tribunaux reconnaissent que les provinces et le gouvernement fédéral ont le droit de créer des corporations ; seul le gouvernement fédéral a le droit d'incorporer des banques, bien que les provinces peuvent incorporer des coopératives de crédit qui offrent des services similaires aux banques à charte fédérale.
Concernant le mariage et le divorce, l'autorité exclusive du gouvernement fédéral sur ces questions (article 91(26)) a donné au Canada un seul droit familial ; toutefois les provinces peuvent voter des lois pour réglementer la célébration du mariage (article 92(12)) et une grande variété de sujets liés aux droits civils (article 92(13)), et ont créé des institutions comme l'union civile.
Nulle part dans le partage des pouvoirs établi par la Loi constitutionnelle de 1867 est-il fait mention du pouvoir de conclure des traités, réservé à l'Empire britannique. Le pouvoir sur les relations externes ne fut accordé au Canada qu'avec la promulgation du Statut de Westminster en 1931. La mise en œuvre des traités est partagée par les deux paliers du gouvernement, suivant la même ligne de partage que leurs compétences législatives respectives.

#### Pouvoirs fédéraux
1. La dette et la propriété publiques.
2. La réglementation du trafic et du commerce.
3. L'assurance-emploi.
4. Le prélèvement de deniers par tous modes ou systèmes de taxation.
5. L'emprunt de deniers sur le crédit public.
6. Le service postal.
7. Le recensement et les statistiques.
8. La milice, le service militaire et le service naval, et la défense du pays.
9. La fixation et le paiement des salaires et honoraires des officiers civils et autres du gouvernement du Canada.
10. Les amarques, les bouées, les phares et l'île de Sable.
11. La navigation et les bâtiments ou navires (shipping).
12. La quarantaine et l'établissement et maintien des hôpitaux de marine.
13. Les pêcheries des côtes de la mer et de l'intérieur.
14. Les passages (ferries) entre une province et tout pays britannique ou étranger, ou entre deux provinces.
15. Le cours monétaire et le monnayage.
16. Les banques, l'incorporation des banques et l'émission du papier-monnaie.
17. Les caisses d'épargne.
18. Les poids et mesures.
19. Les lettres de change et les billets promissoires.
20. L'intérêt de l'argent.
21. Les offres légales.
22. La banqueroute et la faillite.
23. Les brevets d'invention et de découverte.
24. Les droits d'auteur.
25. Les Indiens et les terres réservées pour les Indiens.
26. La naturalisation et les aubains.
27. Le mariage et le divorce.
28. Le droit criminel, sauf la constitution des tribunaux de juridiction criminelle, mais y compris la procédure en matière criminelle.
29. L'établissement, le maintien, et l'administration des pénitenciers.
30. Les catégories de sujets expressément exceptés dans l'énumération des catégories de sujets exclusivement assignés par la présente loi aux législatures des provinces[1].

#### Pouvoirs provinciaux
1. La taxation directe dans les limites de la province, dans le but de prélever un revenu pour des objets provinciaux;
2. Les emprunts de deniers sur le seul crédit de la province;
3. La création et la tenure des charges provinciales, et la nomination et le paiement des officiers provinciaux;
4. L'administration et la vente des terres publiques appartenant à la province, et des bois et forêts qui s'y trouvent;
5. L'établissement, l'entretien et l'administration des prisons publiques et des maisons de réforme dans la province;
6. L'établissement, l'entretien et l'administration des hôpitaux, asiles, institutions et hospices de charité dans la province, autres que les hôpitaux de marine;
7. Les institutions municipales dans la province;
8. Les licences de boutiques, de cabarets, d'auberges, d'encanteurs et autres licences, dans le but de prélever un revenu pour des objets provinciaux, locaux, ou municipaux;
9. Les travaux et entreprises d'une nature locale;
10. L'incorporation des compagnies pour des objets provinciaux;
11. La célébration du mariage dans la province;
12. La propriété et les droits civils dans la province;
13. L'administration de la justice dans la province, y compris la création, le maintien et l'organisation de tribunaux de justice pour la province, ayant juridiction civile et criminelle, y compris la procédure en matières civiles dans ces tribunaux;
14. L'infliction de punitions par voie d'amende, pénalité, ou emprisonnement, dans le but de faire exécuter toute loi de la province décrétée au sujet des matières tombant dans aucune des catégories de sujets énumérés dans le présent article;
15. Généralement toutes les matières d'une nature purement locale ou privée dans la province;
16. L'éducation.

Ainsi que:
1. Les ressources naturelles non renouvelables, les ressources forestières et l'énergie électrique. (partagé)
2. L'agriculture et l'immigration. (partagé)[2]

#### Échanges et commerce
L'article 91(2) accorde au parlement le pouvoir de faire des lois relatives à la « réglementation des échanges et du commerce ». Comparativement à l'approche de la Constitution des États-Unis par rapport aux échanges et au commerce, le pouvoir accordé au parlement du Canada est énoncé de manière plus large. Toutefois, au Canada, on a traditionnellement interprété ce pouvoir de façon plus stricte, certains juges étant de l'avis qu'il chevauche l'autorité provinciale sur la propriété et les droits civils.

#### Propriété et droits civils
L'article 92(13) donne aux provinces le pouvoir exclusif de voter des lois relatives à « la propriété et les droits civils dans la province ». En pratique, on a donné à ce pouvoir une interprétation large, donnant aux provinces l'autorité sur des nombreuses matières telles les métiers, les relations syndicales et la protection des consommateurs.

#### Transports et communications
Comme bien des champs de compétence, les transports et les communications sont des sujets par rapport auxquels les pouvoirs provinciaux et fédéraux se chevauchent. L'article 92(10) donne aux provinces compétence sur « les travaux et entreprises d'une nature locale ». Toutefois, ce même article exclut de la compétence des provinces les entreprises relatives aux « lignes de bateaux à vapeur ou autres bâtiments, chemins de fer, canaux, télégraphes et autres travaux et entreprises reliant la province à une autre ou à d'autres provinces, ou s'étendant au-delà des limites de la province », ainsi que les travaux qui, « bien qu'entièrement situés dans la province, seront avant ou après leur exécution déclarés par le parlement du Canada être pour l'avantage général du Canada, ou à l'avantage de deux ou d'un plus grand nombre des provinces ».

## Organismes particuliers

### Le Conseil de la fédération
Le Conseil de la fédération, est un organisme canadien qui agit dans le but de favoriser l'unité de la fédération canadienne dans le respect de la Constitution du pays.

### Le Centre d'analyse politique sur la Constitution et le fédéralisme
La province de Québec lançait en mars 2018 la création d'un Centre d'analyse politique sur la Constitution et le fédéralisme à l'Université du Québec à Montréal (UQAM). L'objectif du Centre est non seulement de stimuler la recherche sur le fédéralisme, mais aussi de promouvoir les échanges quant à la reconnaissance des différents groupes nationaux dans les fédérations,.